# Sesamia sudanensis
Sesamia sudanensis là một loài bướm đêm trong họ Noctuidae.